# Harry Vaulkhard

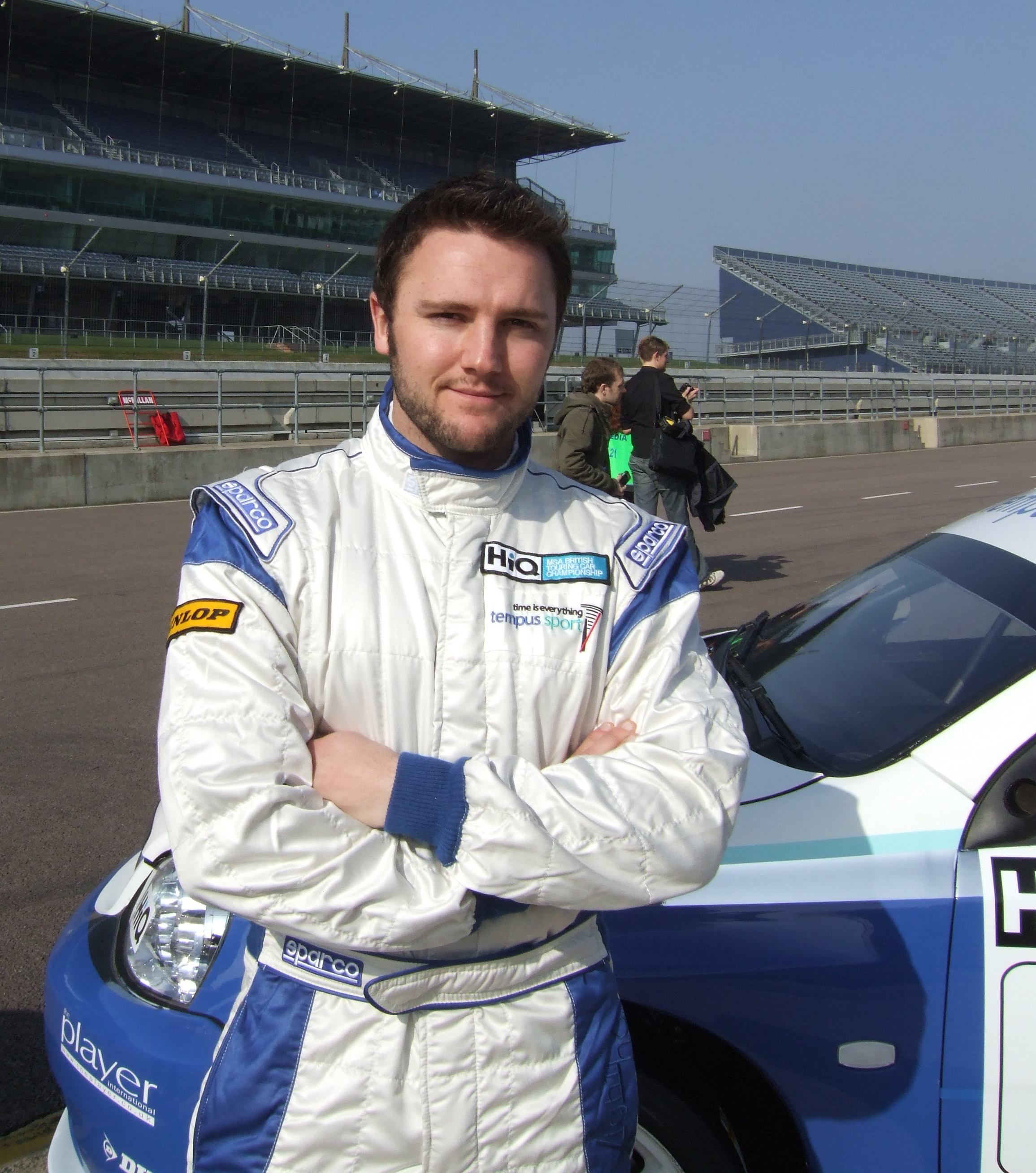
Harry Vaulkhard in 2009.

Harry Vaulkhard (Newcastle upon Tyne, 14 oktober 1985) is een Brits autocoureur wiens vader Nigel ook autocoureur is.

## Carrière
Vaulkhard is een voormalig deelnemer aan het motocross. In 2004 begon hij met racen op het circuit in het Northern Sports & Saloon-kampioenschap. In 2005 stapte hij over naar de Seat Cupra Cup, waar hij voor het team JS Motorsport ging rijden. In 2006 eindigde hij hier als negende in het kampioenschap voor het team Triple-R. In 2007 won hij de special R-klasse met podiumplaatsen in zestien van de twintig races.
In 2008 stapte Vaulkhard over naar het British Touring Car Championship, waarin hij ging rijden voor het team Robertshaw Racing in een Chevrolet Lacetti. Zijn teamgenoten waren Matt Allison en Alan Taylor. Enkel op het Thruxton Circuit en op Silverstone wist hij een punt te scoren, waardoor hij met twee punten als negentiende eindigde in het kampioenschap.
In 2009 stapte Vaulkhard over naar het nieuwe team Tempus Sport nadat zijn vader Nigel twee Lacetti's had verkocht aan dit team. Met één pole position en een vijfde plaats op Donington Park op zak stapte hij halverwege het seizoen over naar het eveneens nieuwe Bamboo Engineering. Uiteindelijk eindigde hij met nog een pole position op het Snetterton Motor Racing Circuit als zestiende in het kampioenschap met 22 punten.
In 2010 stapten Vaulkhard en Bamboo over naar het World Touring Car Championship, waarbij zij Darryl O'Young als tweede coureur aannamen. Nadat hij één punt had gescoord op het Autodromo Nazionale Monza, werd hij na zeven raceweekenden vervangen door Yukinori Taniguchi vanwege sponsorproblemen. Uiteindelijk eindigde hij als 21e in het kampioenschap en als achtste in het independentkampioenschap met één overwinning.
Nadat hij in 2011 niet heeft gereden, keerde Vaulkhard in 2012 terug in de autosport, in de NASCAR Whelen Euroseries. In de Elite-klasse eindigde hij hierin als 22e met 178 punten, terwijl hij in de Open-klasse als dertigste eindigde met 57 punten.